# Hang Thiên Thủy
Hang Thiên Thủy là hang trong dãy núi ở bản Na Lý xã Nàn Ma huyện Xín Mần tỉnh Hà Giang, Việt Nam .
Hang thuộc dạng karst trong dãy núi đá vôi. Hang Thiên Thủy được Bộ Văn hóa, Thể thao và Du lịch xếp hạng là di tích quốc gia ngày 20/08/2013.

## Vị trí
Hang Thiên Thủy ở rìa tây nam xã Nàn Ma, cách thị trấn Cốc Pài 22°41′10″B 104°27′48″Đ / 22,685992°B 104,463306°Đ cỡ 7 km đường thẳng hướng tây nam.
Đường tiếp cận hang thuận lợi nhất, là theo đường liên xã nối Cốc Pài - Nàn Ma - Lùng Cải. Từ Cốc Pài đi hướng tây nam trên 10 km đường bộ, khi qua trung tâm hành chính xã Nàn Ma thì rẽ sang đường đến bản Na Lý và đến hang.